# Toyota Motor Sales, USA
Toyota Motor Sales, USA, Inc. — крупнейшее дочернее предприятие японской автомобилестроительной корпорации Toyota. Основано в Калифорнии в 1957 году, насчитывает более 6500 сотрудников.
Весной 2017 года компания Toyota USA переехала в Плейно, где строительство началось осенью 2014 года. Объект расположен на углу шоссе штата Техас 121 через дорогу от офиса FedEx и JCPenney.

## Продажи
Автомобили производства Toyota USA продаются в 49 штатах. Всего в США присутствует 1200 дилеров Toyota Scion и более 200 дилеров Lexus. В Калифорнии действует 172 дилерских центра Toyota. На Гавайи автомобили поставляются компанией Servco Pacific.

## Продукция
Базовой моделью компании Toyota Motor Sales, USA является Toyota Prius. Также компания производит автомобили на заказ.